# UCI WorldTour 2013
El UCI WorldTour 2013 fue la tercera edición de la competición ciclista llamada UCI WorldTour.
La carrera china Tour de Hangzhou fue añadida de nuevo al calendario tras suspenderse la pasada edición, lo que iba a hacer que la competición de máxima categoría tuviese 30 carreras, superando el récord de carreras puntuables del UCI WorldTour 2012. Sin embargo, de nuevo fue cancelada con lo que las carreras puntuables finalmente se quedaron en 29 (igual que en el UCI WorldTour 2012).

## Equipos (19)
Véase UCI ProTeam
Estos equipos tuvieron la participación asegurada y obligada en las 30 carreras del UCI WorldTour (aunque el Ag2r-La Mondiale se autoexcluyó del Critérium del Dauphiné debido a que tuvo 2 casos de dopaje en los últimos doce meses, cumpliendo así con las normas del MPCC (Movimiento por un Ciclismo Creíble). Para serlo se siguió el mismo criterio que desde el 2011, es decir, los 15 primeros de un ranking deportivo de "méritos" y otros 3 invitados del puesto 16º al 20º de dicho ranking, con preferencia para los que ya tuviesen la licencia renovada para dicha temporada. De esos equipos clasificados del 16º al 20º el Team Europcar no pidió la licencia con lo que quedó descartado y unido a que el Lotto Belisol y el FDJ tenían licencia en vigor todo indicada que el último puesto se lo iban a jugar entre el Team Argos-Shimano y Team Saxo-Tinkoff. Sin embargo, el Team Katusha fue rechazado a pesar de cumplir con creces el criterio deportivo al ser 5º del ranking según algunas estimaciones de puntos debido a irregularidades no publicadas oficialmente al no cumplir otros requisitos. Finalmente, debido al descarte del Katusha, fueron 4 los equipos invitados que fueron el Argos-Shimano, Lotto Belisol, FDJ y Team Saxo-Tinkoff clasificados respectivamente en los puestos 16º, 17º, 18º y 20º de dicho ranking (los 4 con opción a invitación que pidieron la licencia).

### El Katusha readmitido como UCI ProTeam por el TAS
Una vez iniciada la temporada, con el Tour Down Under finalizado y con los equipos participantes de muchas carreras anunciados (en la que en algunas UCI WorldTour no estaba el Katusha), el 15 de febrero el TAS resolvió a favor del equipo ruso su apelación respecto a la pérdida de categoría debido a que "el Consejo del TAS no llegó a las mismas conclusiones que la Comisión de Licencias de la UCI" con lo que tendrá que ser readmitido como UCI ProTeam. La UCI por su parte comunicó que en ningún caso se superarían los 18 equipos en la máxima categoría con lo que se tendría que reiniciar el proceso de selección para aquellos equipos que tenían que renovar la licencia y para aquellos fuera de los 15 primeros del "ranking de mérito". Sin embargo, a instancias del Consejo de Ciclismo Profesional la UCI tuvo que ceder y aceptar de forma excepcional 19 equipos en esta categoría.
Por lo tanto, respecto a los equipos de la pasada temporada entró el nuevo equipo creado en esa misma temporada del Euskaltel Euskadi y el ascendido Argos-Shimano y salió el equipo desaparecido del Euskaltel-Euskadi. Siendo estos los equipos UCI ProTeam 2013:
| Código UCI | Equipo                               |
| ---------- | ------------------------------------ |
| ALM        | Ag2r La Mondiale                     |
| AST        | Astana Pro Team                      |
| BEL        | Belkin Pro Cycling Team              |
| BMC        | BMC Racing Team                      |
| CAN        | Cannondale Pro Cycling               |
| EUS        | Euskaltel Euskadi                    |
| FDJ        | FDJ                                  |
| GRS        | Garmin Sharp                         |
| OGE        | Orica GreenEDGE                      |
| KAT        | Katusha                              |
| LAM        | Lampre-Merida                        |
| LTB        | Lotto Belisol                        |
| MOV        | Movistar Team                        |
| OPQ        | Omega Pharma-Quick Step Cycling Team |
| RNT        | RadioShack Leopard                   |
| SKY        | Sky Procycling                       |
| ARG        | Team Argos-Shimano                   |
| SAX        | Team Saxo-Tinkoff                    |
| VAC        | Vacansoleil-DCM Pro Cycling Team     |

Además, como viene siendo habitual, también participaron selecciones nacionales (con corredores de equipos de los Circuitos Continentales UCI) en las carreras de países con poca tradición ciclista que fueron el Tour Down Under (selección llamada UniSA-Australia), el Tour de Polonia (selección llamada Reprezentacja Polski) y en el Gran Premio de Quebec y Gran Premio de Montreal (Equipe Canada) que solo tuvieron un permiso especial para correr en esas carreras en concreto; esas participaciones se produjeron sin que los corredores de dichas selecciones puedan aspirar a obtener puntuación (ni obviamente esa selección ni el equipo oficial del corredor). Por otra parte también participarán equipos de categoría Continental en la Contrarreloj por equipos del Campeonato Mundial de Ciclismo en Ruta. Esas carreras con esas invitaciones especiales fueron las únicas excepciones en las que se permitió correr a corredores sin pasaporte biológico ya que alguno de los corredores no estuvieron en equipos adheridos a dicho pasaporte.
Además, también pudieron participar mediante invitación equipos de categoría Profesional Continental (segunda categoría) aunque sin poder puntuar.

### Movimientos en busca de puntos
En busca de los puntos para ascender en el "ranking de mérito" (los puntos se los llevan los corredores al equipo por el que fiche) destacaron los fichajes de Tarik Chaoufi (4º del UCI Africa Tour 2010-2011 y 1º del UCI Africa Tour 2011-2012) y Alexander Serebryakov (6º del UCI America Tour 2011-2012) por el Euskaltel Euskadi; Maximiliano Richeze (2º del UCI America Tour 2010-2011 y 6º del UCI America Tour 2011-2012) y Miguel Ubeto (3º del UCI America Tour 2011-2012) por el Lampre-Merida; Yauheni Hutarovich (2º del UCI Europe Tour 2010-2011), Samuel Dumoulin (7º del UCI Europe Tour 2011-2012) y Domenico Pozzovivo (8º del UCI Europe Tour 2011-2012) por el Ag2r La Mondiale; Reinardt Janse van Rensburg (3º del UCI Africa Tour 2011-2012, 7º del UCI Oceania Tour 2011-2012 y 10º del UCI Europe Tour 2011-2012), Luka Mezgec (6º del UCI Asia Tour 2011-2012) y François Parisien (7º del UCI America Tour 2011-2012) por el Argos-Shimano; y Jay McCarthy (3º del UCI Oceania Tour 2011-2012) por el Saxo Bank.

## Carreras (29)
| Fecha                         | Carrera                                                             | Vencedor                | Equipo del vencedor     |
| ----------------------------- | ------------------------------------------------------------------- | ----------------------- | ----------------------- |
| 22-27 de enero                | Tour Down Under                                                     | Tom Slagter             | Blanco                  |
| 3-10 de marzo                 | París-Niza                                                          | Richie Porte            | Sky                     |
| 6-12 de marzo                 | Tirreno-Adriático                                                   | Vincenzo Nibali         | Astana                  |
| 17 de marzo                   | Milán-San Remo                                                      | Gerald Ciolek           | MTN Qhubeka             |
| 18-24 de marzo                | Volta a Cataluña                                                    | Daniel Martin           | Garmin-Sharp            |
| 22 de marzo                   | E3 Prijs Vlaanderen-Harelbeke                                       | Fabian Cancellara       | Radioshack Leopard      |
| 24 de marzo                   | Gante-Wevelgem                                                      | Peter Sagan             | Cannondale              |
| 31 de marzo                   | Tour de Flandes                                                     | Fabian Cancellara       | Radioshack Leopard      |
| 1-6 de abril                  | Vuelta al País Vasco                                                | Nairo Quintana          | Movistar                |
| 7 de abril                    | París-Roubaix                                                       | Fabian Cancellara       | Radioshack Leopard      |
| 14 de abril                   | Amstel Gold Race                                                    | Roman Kreuziger         | Saxo-Tinkoff            |
| 17 de abril                   | Flecha Valona                                                       | Dani Moreno             | Katusha                 |
| 21 de abril                   | Lieja-Bastoña-Lieja                                                 | Daniel Martin           | Garmin Sharp            |
| 23-28 de abril                | Tour de Romandía                                                    | Chris Froome            | Sky                     |
| 4-26 de mayo                  | Giro de Italia                                                      | Vincenzo Nibali         | Astana                  |
| 2-9 de junio                  | Critérium del Dauphiné                                              | Chris Froome            | Sky                     |
| 8-16 de junio                 | Vuelta a Suiza                                                      | Rui Costa               | Movistar                |
| 29 de junio-21 de julio       | Tour de Francia                                                     | Chris Froome            | Sky                     |
| 27 de julio                   | Clásica de San Sebastián                                            | Tony Gallopin           | RadioShack Leopard      |
| 27 de julio-3 de agosto       | Tour de Polonia                                                     | Pieter Weening          | Orica GreenEDGE         |
| 12-18 de agosto               | Eneco Tour                                                          | Zdeněk Štybar           | Omega Pharma-Quick Step |
| 24 de agosto-15 de septiembre | Vuelta a España                                                     | Chris Horner            | Radioshack Leopard      |
| 25 de agosto                  | Vattenfall Cyclassics                                               | John Degenkolb          | Argos-Shimano           |
| 1 de septiembre               | Gran Premio de Plouay                                               | Filippo Pozzato         | Lampre-Merida           |
| 13 de septiembre              | G. P. Quebec                                                        | Robert Gesink           | Belkin                  |
| 15 de septiembre              | G. P. Montreal                                                      | Peter Sagan             | Cannondale              |
| 22 de septiembre              | Contrarreloj por equipos del Campeonato Mundial de Ciclismo en Ruta | Omega Pharma-Quick Step | Omega Pharma-Quick Step |
| 6 de octubre                  | Giro de Lombardía                                                   | Joaquim Rodríguez       | Katusha                 |
| 9-13 de octubre               | Tour de Hangzhou                                                    | ----------              | ----------              |
| 11-15 de octubre              | Tour de Pekín                                                       | Beñat Intxausti         | Movistar                |

1. ↑  La contrarreloj por equipos del Mundial es un caso especial ya que no está integrado en el calendario UCI WorldTour pero si puntúa para la clasificación por equipos de dicho calendario mundial de máxima categoría.

## Clasificaciones
Estas son las clasificaciones finales:
Nota: ver Baremos de puntuación

### Clasificación individual
| Posición | Corredor           | Equipo             | Puntos |
| -------- | ------------------ | ------------------ | ------ |
| 1        | Joaquim Rodríguez  | Katusha            | 607    |
| 2        | Chris Froome       | Sky                | 587    |
| 3        | Alejandro Valverde | Movistar           | 540    |
| 4        | Peter Sagan        | Cannondale         | 491    |
| 5        | Vincenzo Nibali    | Astana             | 474    |
| 6        | Daniel Martin      | Garmin Sharp       | 432    |
| 7        | Fabian Cancellara  | RadioShack Leopard | 384    |
| 8        | Nairo Quintana     | Movistar           | 366    |
| 9        | Rui Costa          | Movistar           | 352    |
| 10       | Richie Porte       | Sky                | 327    |

| 11 | Roman Kreuziger   | Saxo-Tinkoff       | 308 |
| 12 | Daniel Moreno     | Katusha            | 295 |
| 13 | Chris Horner      | RadioShack Leopard | 257 |
| 14 | Carlos Betancur   | Ag2r La Mondiale   | 255 |
| 15 | Alberto Contador  | Saxo-Tinkoff       | 252 |
| 16 | Michele Scarponi  | Lampre-Merida      | 235 |
| 17 | Bauke Mollema     | Belkin             | 232 |
| 18 | Greg Van Avermaet | BMC Racing         | 230 |
| 19 | Sergio Henao      | Sky                | 227 |
| 20 | Rafał Majka       | Saxo-Tinkoff       | 201 |

### Clasificación por países
La clasificación por países se calcula sumando los puntos de los cinco mejores corredores de cada país. Los países con el mismo número de puntos se clasifican de acuerdo a su corredor mejor clasificado.
| Posición | País         | Puntos | Top 5 corredores                                                                  |
| -------- | ------------ | ------ | --------------------------------------------------------------------------------- |
| 1        | España       | 1890   | Rodríguez (607), Valverde (540), D. Moreno (295), Contador (252), Intxausti (196) |
| 2        | Italia       | 1082   | Nibali (474), Scarponi (235), Pozzovivo (146), Gasparotto (115), Pozzato (112)    |
| 3        | Colombia     | 1011   | Quintana (366), Betancur (255), Henao (227), Urán (163)                           |
| 4        | Reino Unido  | 975    | Froome (587), Cavendish (161), Thomas (117), Wiggins (66), Stannard (44)          |
| 5        | Países Bajos | 806    | Mollema (232), Weening (172), Gesink (145), Kelderman (130), Slagter (127),       |

### Clasificación por equipos
Esta clasificación se calcula sumando los puntos de los cinco mejores corredores de cada equipo. Si se obtienen puntos en el Campeonato Mundial Contrarreloj por Equipos, se cuentan para la clasificación, siempre que esos puntos estén entre los 5 mejores puntajes de la escuadra. Los equipos con el mismo número de puntos se clasifican de acuerdo a su corredor mejor clasificado.
| Posición | Equipo             | Puntos | Top 5 corredores |
| -------- | ------------------ | ------ | --- |
| 1        | Movistar           | 1610   | Valverde (540), Quintana (366), Costa (352), Intxausti (196), Moreno (86), CRE Campeonato Mundial de Ciclismo (70)     |
| 2        | Sky                | 1561   | Froome (587), Porte (327), Henao (227), Urán (163), CRE Campeonato Mundial de Ciclismo (140), Thomas (117)             |
| 3        | Katusha            | 1340   | Rodríguez (607), D. Moreno (295), Spilak (199), Kristoff (161), Paolini (78)                                           |
| 4        | RadioShack Leopard | 1056   | Cancellara (384), Horner (257), Bakelants (127), CRE Campeonato Mundial de Ciclismo (120), Nizzolo (85), Gallopin (83) |
| 5        | Astana             | 1045   | Nibali (474), Fuglsang (160), Kangert (116), Gasparotto (115), CRE Campeonato Mundial de Ciclismo (110), Grivko (70)   |

## Progreso de las clasificaciones
| Carrera (Vencedor)                                | Clasificación individual | Clasificación por equipos | Clasificación por países |
| ------------------------------------------------- | ------------------------ | ------------------------- | ------------------------ |
| Tour Down Under (Tom Slagter)                     | Tom Slagter              | Blanco                    | España                   |
| París-Niza (Richie Porte)                         | Richie Porte             | Sky                       | España                   |
| Tirreno-Adriático (Vincenzo Nibali)               | Richie Porte             | Sky                       | España                   |
| Milán-San Remo (Gerald Ciolek)                    | Sylvain Chavanel         | Sky                       | España                   |
| E3 Prijs Vlaanderen-Harelbeke (Fabian Cancellara) | Peter Sagan              | Sky                       | España                   |
| Volta a Cataluña (Daniel Martin)                  | Peter Sagan              | Sky                       | España                   |
| Gante-Wevelgem (Peter Sagan)                      | Peter Sagan              | Sky                       | España                   |
| Tour de Flandes (Fabian Cancellara)               | Peter Sagan              | Sky                       | España                   |
| Vuelta al País Vasco (Nairo Quintana)             | Peter Sagan              | Sky                       | España                   |
| París-Roubaix (Fabian Cancellara)                 | Fabian Cancellara        | Sky                       | España                   |
| Amstel Gold Race (Roman Kreuziger)                | Fabian Cancellara        | Sky                       | España                   |
| Flecha Valona (Dani Moreno)                       | Fabian Cancellara        | Sky                       | España                   |
| Lieja-Bastoña-Lieja (Daniel Martin)               | Fabian Cancellara        | Sky                       | España                   |
| Tour de Romandía (Chris Froome)                   | Fabian Cancellara        | Sky                       | España                   |
| Giro de Italia (Vincenzo Nibali)                  | Fabian Cancellara        | Sky                       | Colombia                 |
| Critérium del Dauphiné (Chris Froome)             | Fabian Cancellara        | Sky                       | España                   |
| Vuelta a Suiza (Rui Costa)                        | Fabian Cancellara        | Sky                       | España                   |
| Tour de Francia (Chris Froome)                    | Chris Froome             | Sky                       | España                   |
| Clásica de San Sebastián (Tony Gallopin)          | Chris Froome             | Sky                       | España                   |
| Tour de Polonia (Pieter Weening)                  | Chris Froome             | Sky                       | España                   |
| Eneco Tour (Zdeněk Štybar)                        | Chris Froome             | Sky                       | España                   |
| Vattenfall Cyclassics (John Degenkolb)            | Chris Froome             | Sky                       | España                   |
| Gran Premio de Plouay (Filippo Pozzato)           | Chris Froome             | Sky                       | España                   |
| Gran Premio de Quebec (Robert Gesink)             | Chris Froome             | Sky                       | España                   |
| Gran Premio de Montreal (Peter Sagan)             | Chris Froome             | Sky                       | España                   |
| Vuelta a España (Chris Horner)                    | Chris Froome             | Sky                       | España                   |
| Giro de Lombardía (Joaquim Rodríguez)             | Joaquim Rodríguez        | Sky                       | España                   |
| Tour de Pekín (Beñat Intxausti)                   | Joaquim Rodríguez        | Movistar                  | España                   |
| Final                                             | Joaquim Rodríguez        | Movistar                  | España                   |